# Room (Einheit)
Room war ein englisches Stückmaß und eine Masseneinheit für Steinkohle am Handelsplatz London.
- 1 Room = 15 Sacs ≈ 7 Zentner (engl. Long Hundredweight) ≈ 35 Tonnen (Preußen)
- 1 Chaldron = 4 Vats = 36 Bushel (Kohlen) = 12 Sacs = 144 Pecks/Packs = 288 Gallons = 65.944 19/20 Pariser Kubikzoll = 1306 ¾ Liter[1]

Der Sac hatte etwa die Maße (engl.): Länge: 4 Fuß und 2 Zoll; Breite: 2 Fuß und 1 Zoll; Inhalt 3 Bushel oder 8742 Kubikzoll.
Die Kohlenhändler bezahlten nur 13 Sacs (Sack) für ein Room. Die zwei anderen Sacs galten bei den Kohlenmessern (coal meters), die unter Aufsicht eines Lord Mayors standen, als Grus.